# Clase Agosta
La Clase Agosta, conocida en España como Clase Galerna o Serie S-70 es una clase de submarinos diesel-eléctricos desarrollado por los astilleros DCN de Francia en los años 70 y fabricado por DCN y en España por Bazán (actual Navantia). Los submarinos españoles están basados en el proyecto de los submarinos franceses Clase Agosta, que a su vez recogían la tecnología de la Clase Daphné. Estuvo en servicio con la Marina Francesa hasta su retirada definitiva en 2001 (una de sus unidades fue entregada a la Marina de Malasia), y actualmente es utilizado por la Armada Española (1 unidad en activo y otras 3 ya retiradas) y la Marina Pakistaní (2 Agosta básicos, más 3 Agosta 90B encargados en 1994).

## Diseño

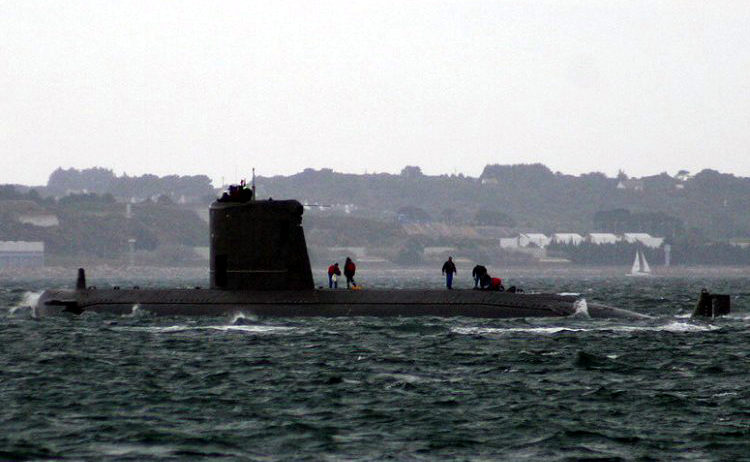
El francés Ouessant en Brest en 2005. Después sería transferido a Malasia.

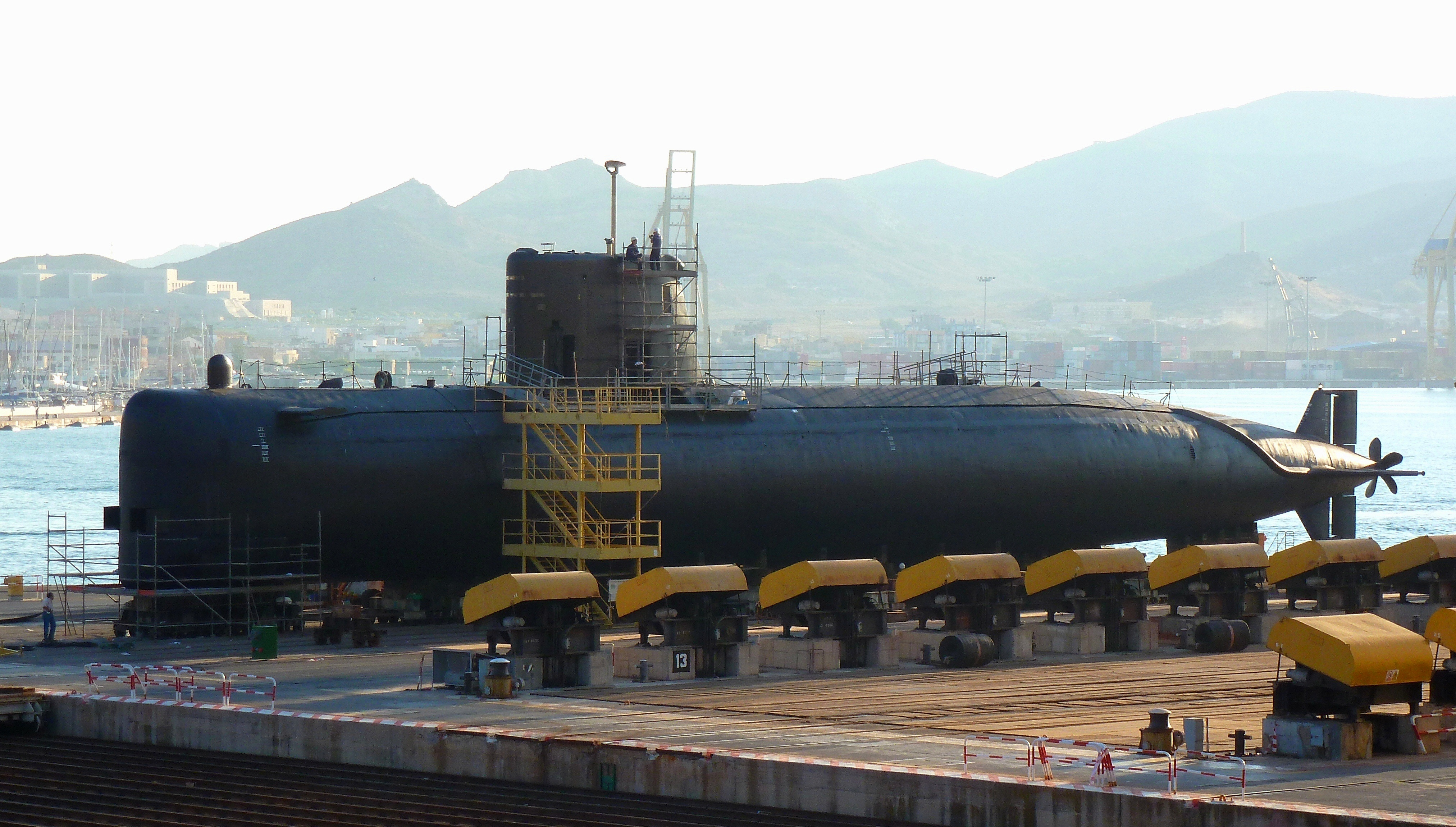
El español Mistral (S-73) durante su gran carena iniciada en 2011. Estuvo en servicio hasta 2020.

Dada la necesidad de sustitución para los submarinos oceánicos de la Clase Narval y partiendo de la modernización que llevaba consigo la segunda gran carena de los submarinos costeros Clase Daphné (aproximadamente diez años de vida), la Direction Technique des Constructions Navales francesa proyectó un nuevo tipo de submarino convencional, oceánico. En el programa naval quinquenal de 1970-1975 se incluyeron cuatro unidades que más tarde recibieron los nombres Agosta, Bévéziers, La Praya y Ouessant. Todos fueron admitidos para el servicio activo a lo largo del año 1978. Formaron la punta de lanza de la fuerza submarina francesa hasta que esta empezó a ser encabezada por los nuevos submarinos nucleares de la Clase Rubis desde mediados de la década de 1980, coincidentes con la retirada en servicio de los Narval.
En España, en 1971 se nombró una comisión para que estudiase el tipo de submarino que más convenía a la Armada española, pues en aquellos tiempos se contemplaba la posibilidad de la construcción de un quinto y un sexto Daphné.
Dicha comisión se puso a trabajar inmediatamente y analizó los proyectos disponibles o más accesibles en aquellos momentos. Se reducían solamente a dos, el francés antes mencionado y el alemán Tipo 209, del que desde 1968 se habían construido un gran número de unidades; su aceptación en las distintas Marinas fue muy importante. Debido al cambio de tecnología y someter al Arma Submarina al empleo de dos tipos de submarinos totalmente diferentes, con todos los problemas logísticos y de adiestramiento que ello supondría, la recomendación de la comisión naval se inclinó por el modelo «Agosta».
En 1974 y por Orden Ministerial, a propuesta del Estado Mayor de la Armada, se dispone la construcción de dos submarinos tipo «Agosta» en la factoría de la E.N. Bazán de Cartagena, y en fecha 9 de mayo de 1975 tiene lugar la firma de la orden de ejecución de los mismos, por el Director de Construcciones, Vicealmirante Juan C. Muñoz-Delgado, y el Director Gerente de la E.N. Bazán Francisco Bembibre. 
Las ventajas de los submarinos serie 70, respecto a los 60 (Clase Daphné), fueron una notable mejora de las condiciones de habitabilidad a bordo, así como la tecnología utilizada. Sus servicios respondían más bien a las necesidades de un submarino nuclear de ataque. Llegado a este punto hay que mencionar que un submarino es un arma de guerra y hay que aceptar con la mayor naturalidad las duras condiciones que impone la vida a bordo, y de hecho todo el personal de Arma Submarina es voluntario.
El 29 de junio de 1977, la E.N. Bazán recibió la orden de ejecución de otros dos «Agosta». En febrero de 1981, una orden del Ministerio de Defensa otorgó a los cuatro submarinos sus nombres respectivos, siendo estos nombres de vientos: Galerna (S-71), Siroco (S-72), Mistral (S-73), Tramontana (S-74).

## Otros datos

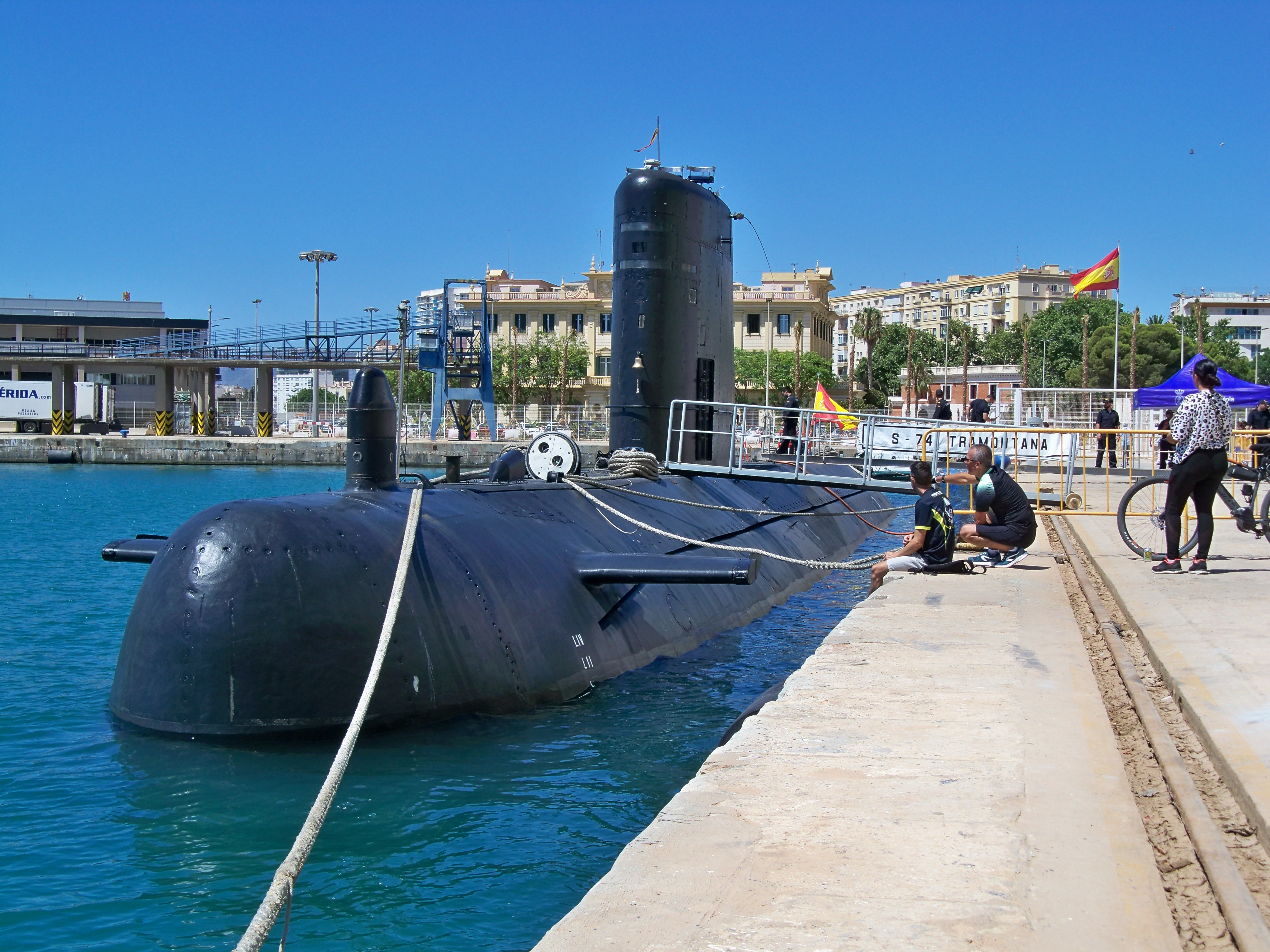
El español Tramontana (S-74) en el puerto de Málaga, año 2022.

Su tiempo máximo de inmersión es de 75 horas por consumo eléctrico con una cota máxima operativa de 300 m en tiempo de paz.
Los Agosta franceses participaron en la Operación Fusain desde enero de 1991, colaborando activamente en las operaciones de vigilancia y bloqueo contra Irak en la Primera Guerra del Golfo.
Los S-70 españoles han participado en diversas misiones internacionales, en concreto, en el bloqueo a la antigua Yugoslavia durante las Guerras Balcánicas y en misiones de vigilancia en Libia y en Líbano. Asimismo son unidades regularmente participantes en la operación Active Endeavour de la OTAN. 
El coste de los submarinos españoles fue de 8.000 millones, en pesetas de 1982.
Sus misiones típicas son:
- Patrullas contra fuerzas de superficie o submarinas.
- Ataque al tráfico.
- Reconocimiento y vigilancia.
- Recolección de inteligencia.
- Operaciones especiales.
- Minado ofensivo.

## Unidades fabricadas

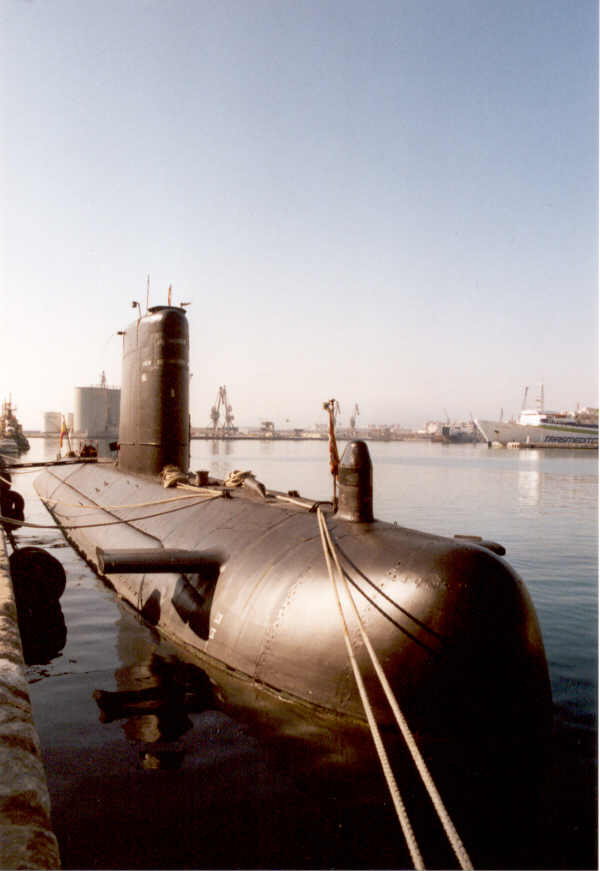
El español Siroco (S-72) en el puerto de Málaga. Estuvo en servicio hasta 2012.

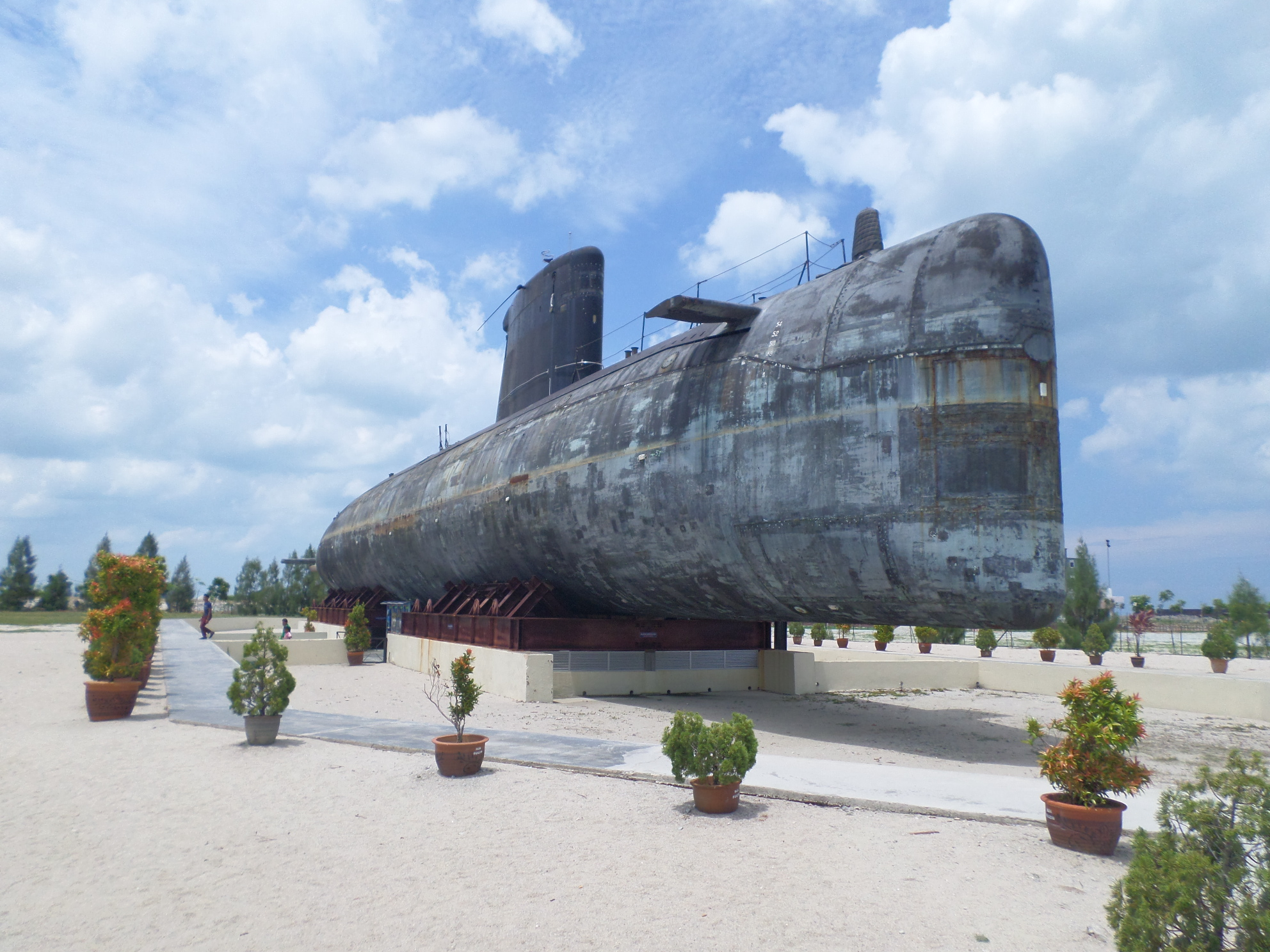
Ex-Ouessant (S623) en el museo submarino malayo Muzium Kapal Selam, en Klebang, año 2015.

Se fabricaron las siguientes unidades:
| Armada Española (Clase Galerna) |            |                |                     |            | |
|                                 |            | Fechas         |                     |            | |
| Identificativo                  | Nombre     | Puesta a flote | Entrada en servicio | Retirada   | Código de llamada |
| S-71                            | Galerna    | 12-05-1981     | 21-01-1983          |            | [ 1 ] |
| S-72                            | Siroco     | 02-12-1982     | 12-05-1983          | 26-06-2012 | [ 1 ] |
| S-73                            | Mistral    | 04-11-1984     | 05-06-1985          | 10-06-2020 | [ 1 ] |
| S-74                            | Tramontana | 30-11-1984     | 27-01-1986          | 16-02-2024 | [ 1 ] |
| Marina francesa                 |            |                |                     |            | |
|                                 |            | Fechas         |                     |            | |
| Identificativo                  | Nombre     | Puesta a flote | Entrada en servicio | Retirada   | Destino |
| S620                            | Agosta     | 19-10-1974     | 28-07-1977          | 1997       | Casco utilizado para pruebas de choque en Tolón. En desmantelamiento en Brest desde 2021                                                                     |
| S621                            | Bévéziers  | 14-06-1975     | 29-07-1977          | 1998       | Desmantelado en Brest (2020-2021) |
| S622                            | La Praya   | 15-05-1976     | 09-03-1978          | 2000       | Desmantelado en Brest (2020-2021) |
| S623                            | Ouessant   | 23-10-1976     | 27-07-1978          | 2001       | Transferido a la Marina Real de Malasia como submarino de entrenamiento para la clase Scorpène en 2005. Baja en 2009; conservado como buque museo en Klebang |
| Marina pakistaní                |            |                |                     |            | |
|                                 |            | Fechas         |                     |            | |
| Identificativo                  | Nombre     | Puesta a flote | Entrada en servicio | Retirada   | Observaciones |
| S 135                           | Hashmat    | 04-12-1977     | 17-02-1979          |            | |
| S 136                           | Hurmat     | 01-12-1978     | 18-02-1980          |            | |
| S 137                           | Khalid     | 18-12-1998     | 06-09-1999          |            | Agosta 90B |
| S 138                           | Saad       | 24-08-2002     | 12-12-2003          |            | Agosta 90B |
| S 139                           | Hamzaa     | 10-08-2006     | 23-09-2008          |            | Agosta 90B |

## Agosta 90B (Mesma)

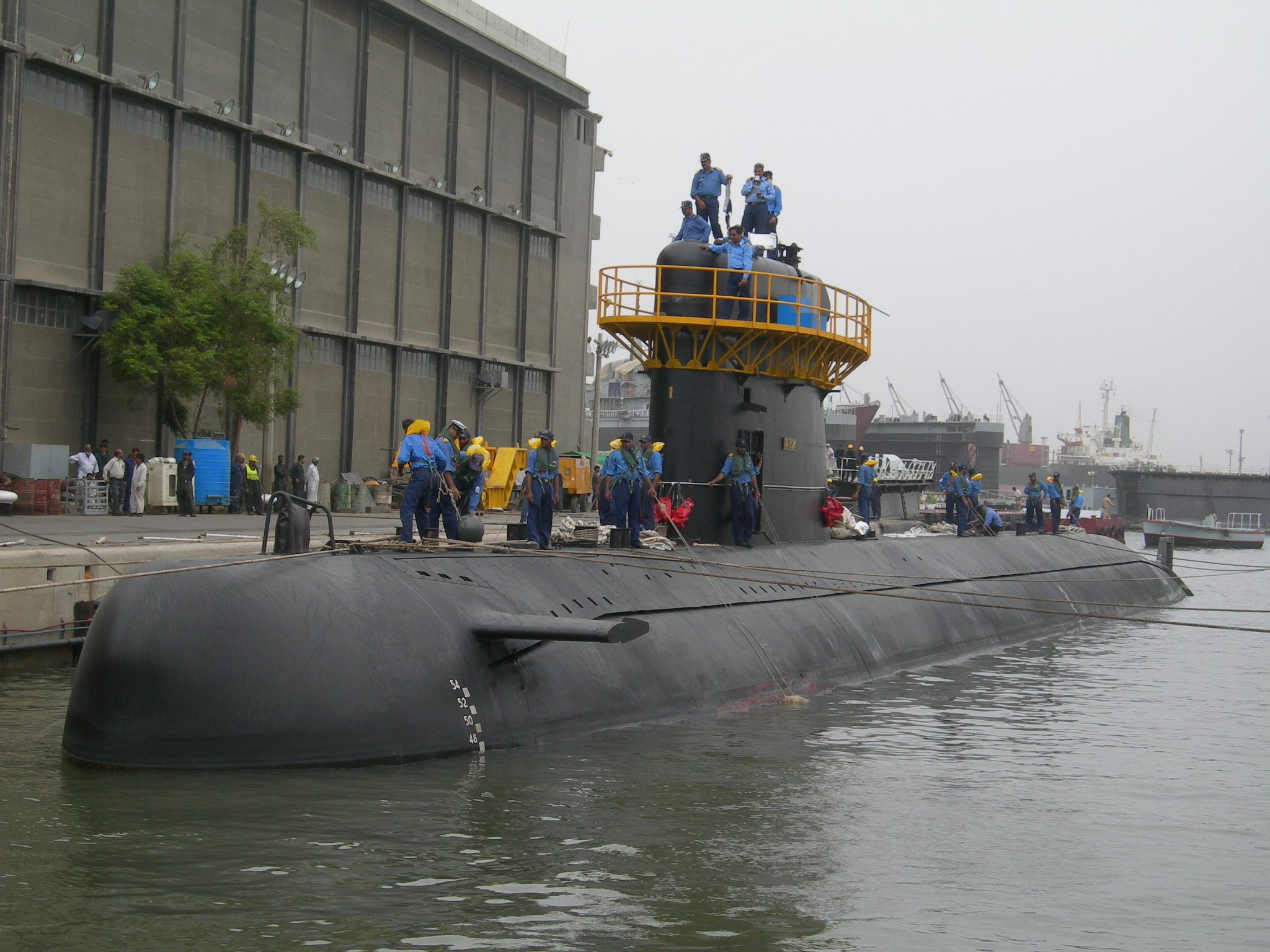
El paquistaní PNS/M Hamza (S-139) en el astillero naval de Karachi para sus pruebas de mar y profundidad en 2006. Los otros dos submarinos de esta serie son el PNS/M Khalid (S137) y el PNS/M Saad (S138).

A mediados de los 90, la DCN ofertó para la exportación el Agosta 90B, que fue adquirido por la marina de Pakistán y por la que se construyeron tres submarinos.
Diferencias con relación al Agosta: 
- Longitud 76,24 m (prolongación de 9 m).
- Desplazamiento: 1.730 toneladas en superficie, 1.980 sumergido.
- Casco en acero 80 HLES.
- Inmersión máxima 320 m.
- Sistema de combate: SUBTICS de Thales.
- Sonar activo TSM 2253.
- Torpedos: 16.
- tripulación: 36 hombres.
- Energía-propulsión:
- 2 grupos electrógenos SEMT Pielstick 16 PA 4 de 850 kW.
- 1 motor auxiliar MESMA de 200 kW.
- La autonomía en inmersión profunda se ve multiplicada por 5.

### Buques de la clase
- Galerna (S-71)
- Siroco (S-72)
- Mistral (S-73)
- Tramontana (S-74)

### Buques similares
- Tipo 209
- Clase Oberon
- Clase Foxtrot

### Secuencias de designación
...→Clase Balao→ Clase Delfín → Clase Galerna → Clase Isaac Peral

### Listas relacionadas
Submarinos de la Armada Española